# Dioscorea sylvatica
Dioscorea sylvatica är en enhjärtbladig växtart som beskrevs av Christian Friedrich Frederik Ecklon. Dioscorea sylvatica ingår i släktet Dioscorea och familjen Dioscoreaceae. Inga underarter finns listade i Catalogue of Life.